# حفرة لقمية
الحفرة اللقمية (بالإنجليزية: Condyloid fossa)‏